# Richard Roberts

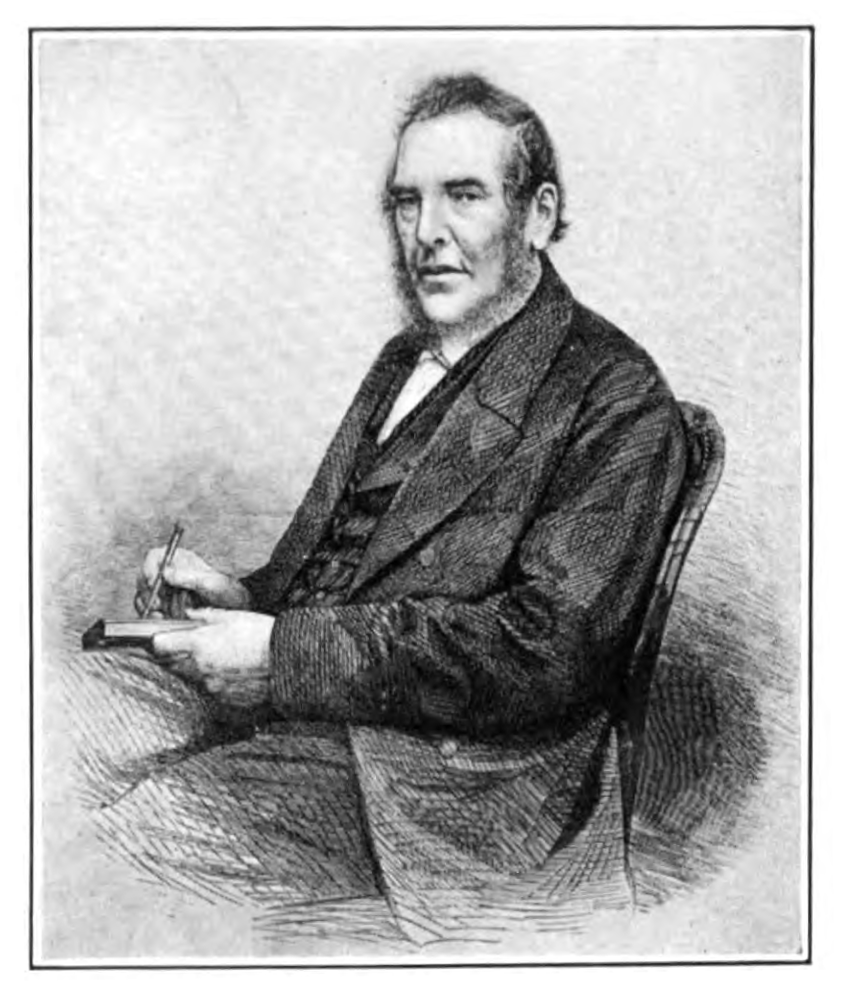
Richard Roberts

Richard Roberts, född 1789, död 1864, var en brittisk ingenjör och uppfinnare. Han fulländade vävstolen. 